# Твоя квітнева брехня (фільм)
«Твоя квітнева брехня» (яп. 四月は君の嘘, Сіґацу ва Кімі но Усо) — японський молодіжний музичний романтичний фільм 2016 року, знятий режисером Сіндзьо Такехіко за сценарієм Тацуї Юкарі, та заснований на однойменній серії манґи, написаній та проілюстрованій Аракавою Наосі. У головних ролях Судзу Хіросе та Ямадзакі Кенто. Фільм був випущений компанією Toho 10 вересня 2016 року в Японії.

## Сюжет
Аріма Косей — вундеркінд гри фортепіано, який отримав багато нагород завдяки своїй точності, синхронізації та здатності легко перемикатися між темпами, за що отримав прізвисько «людський метроном». Він досяг так багато через прискіпливе навчання його смертельно хворої матері Сакі, яка була жорсткою та вимогливою. Коли в семирічному віці вона дала йому ляпаса після перемоги, яку вважала необґрунтованою, Косей відмовився грати на фортепіано та побажав їй смерті. Справді, наступного дня Сакі померла; це призвело до того, що Косей пережив психічний зрив під час концерту, через який перестав чути звуки фортепіано. Відтоді хлопець кинув грати на публіці.
Десять років потому, у квітні, Косея запрошують його друзі дитинства Савабе Цубакі та Ватарі Рьота піти на подвійне побачення з ними та дівчиною Міядзоно Каорі, яку, за словами Цубакі, приваблює Ватарі. Каорі виявилася веселою скрипалькою, яка любить дітей. Вона грає на скрипці в нетрадиційній манері, відмовляючись слідувати інструкціям і натомість створюючи власний потік, який, тим не менш, вражає аудиторію. Для одного з її конкурсів потрібно акомпанувати піаністу, тому Каорі змушує Косея вийти з відставки та акомпанувати їй. Під час конкурсу в Косея знову стається зрив, через який Каорі дискваліфікують, проте вона все одно заохочує хлопця знову виступити. Йому це вдається, і хоча дівчина дискваліфікована, організатори запросили її зіграти на гала-концерті. Для концерту Каорі вибирає композицію Love's Sorrow, яку Сакі використовувала як колискову для свого сина. Косей спочатку вагається, але подруга його матері, піаністка Сето Хіроко, каже йому, що це буде добрим шансом довести своїй матері, яким піаністом він став.
Під час концерту Каорі несподівано втрачає свідомість та госпіталізується, тож Косей грає твір як соло на фортепіано. Пізніше дівчину виписують і як покарання за те, що він не відвідав її в лікарні, змушує Косея «замінити» Ватарі на запланованому побаченні. Того ж вечора вони відвідують школу, де Каорі зізнається, що збрехала про побачення, оскільки вона все ще лікується, але не хоче, щоб її хвороба зробила її безпорадною. Коли вона непритомніє, Косей відвозить її до лікарні, але більше не може нічого сказати. Ватарі робить висновок, що Косей закоханий у Каорі, і заохочує його зустрітися та зізнатися їй. Тим часом Цубакі з болем освідчується у власній любові до Косея та розповідає, що вона погодилася познайомити його з Каорі, оскільки сподівалася, що це змусить хлопця звернутися до неї. Згодом, під час обіду на даху лікарні Косей зізнається Каорі в любові. Він також каже їй, що вперше за десять років братиме участь у конкурсі піаністів. Почувши, що він хоче знову грати з нею музику, дівчина вирішує пройти ризиковану операцію, заплановану на день змагання хлопця. Під час конкурсу Косею допомагає привид Каорі, яка грає на скрипці поруч із ним.
Навесні наступного року Косей відкриває лист Каорі, яка не пережила операцію. Він дізнається, що дівчина захоплювалася ним із дитинства і вирішила вчитися грі на скрипці, щоб одного разу зіграти з ним. Коли Каорі дізналася, що її хвороба невиліковна, вона кардинально змінила свій образ і особистість, щоб уникнути жалю. Також вона просить хлопця вибачитися перед Цубакі та Ватарі замість неї. Каорі зізнається, що весь цей час кохала Косея, а не Ватарі, що було її квітневою брехнею.

## У ролях
Джерело:
- Хіросе Судзу — Міядзоно Каорі
- Ямадзакі Кенто — Аріма Косей
- Ісії Анна — Савабе Цубакі
- Накаґава Тайсі — Ватарі Рьота
- Комото Масахіро
- Хонда Хіротаро
- Ітая Юка — Сето Хіроко
- Дан Рей — Аріма Сакі

## Виробництво
29 січня 2016 року було оголошено, що манґа Your Lie in April буде адаптована у вигляді ігрового фільму, прем'єра якого відбудеться 10 вересня 2016 року. Тематичною піснею фільму є «Last Scene» від поп-рок-гурту Ikimonogakari, а також «君なんだよ» від Wacci, яка грає під час побачення Каорі та Косея.

## Касові збори
Фільм посів третє місце в перші вихідні за зборами в 244,6 мільйонів єн та 200 036 переглядами. Станом на кінець 2016 року фільм зібрав у Японії 1,42 мільярда єн (13,05 мільйонів доларів США).

### Нотатки
1. ↑  На 48-й хвилині фільму Каорі каже «нам ще 17», маючи на увазі себе та Косея.